# سرمک
سَرمَک، روستایی است از توابع بخش شنبه و طسوج شهرستان دشتی استان بوشهر ایران

## جمعیت
این روستا در دهستان طسوج قرار دارد و بر اساس سرشماری سال ۱۳۸۵ آمار رسمی جمعیت آن (۶۶ خانوار) ۲۹۳ نفر می‌باشد.